# Žďár (Písek)
Žďár é uma comuna checa localizada na região da Boêmia do Sul, distrito de Písek.